# 영자의 전성시대 (SBS)
《영자의 전성시대》는 1994년 2월 5일부터 1996년 3월 9일까지 방영된 SBS 기쁜 우리 토요일의 인기 코너이다.

## 개요
탁월한 버스 안내양 연기와 게스트의 콜라보가 돋보이는 곳이다.

## 출연진
- 이영자
- 홍진경

## 에피소드 목록

### 1994년
| 회차(No.) | 방송일    | 보조차장 | 승객 게스트             | 비고 |
| --------- | --------- | -------- | ----------------------- | ---- |
| 1회       | 2월 5일   | 이종희   | 독고영재, 이종원        |      |
| 2회       | 2월 12일  | 염정아   | 홍학표                  |      |
| 3회       | 2월 19일  | 이영현   | 이계진, 남포동          |      |
| 4회       | 2월 26일  | 김나운   | 허준호, 홍록기          |      |
| 5회       | 3월 5일   | 노사연   | 이무송                  |      |
| 6회       | 3월 12일  | 음정희   | 잼                      |      |
| 7회       | 3월 19일  | 박지영   | 이창훈                  |      |
| 8회       | 3월 26일  | 조민수   | 손지창                  |      |
| 9회       | 4월 2일   | 옥소리   | 박세준, 김영배          |      |
| 10회      | 4월 9일   | 엄정화   | 허준호, 표인봉          |      |
| 11회      | 4월 16일  | 신윤정   | 송대관, 틴틴파이브      |      |
| 12회      | 4월 23일  | 코코     | 홍서범                  |      |
| 13회      | 4월 30일  | 홍진경   | 이창훈, 린당 팜, 김보성 |      |
| 14회      | 5월 7일   | 사미자   | 방실이                  |      |
| 15회      | 5월 14일  | 김애경   | 설운도, 이소라          |      |
| 16회      | 5월 21일  | 홍진경   | 석광렬, 이상아          |      |
| 17회      | 5월 28일  | 홍진경   | 김서라, 윤유선, 윤정수  |      |
| 18회      | 6월 4일   | 홍진영   | 코코, 김추련            |      |
| 19회      | 6월 11일  | 홍진경   |                         |      |
| 20회      | 6월 18일  | 홍진경   |                         |      |
| 21회      | 6월 25일  | 홍진경   | 김건모                  |      |
| 22회      | 7월 2일   | 홍진경   | 조문탁, 관지림          |      |
| 23회      | 7월 9일   | 홍진경   |                         |      |
| 24회      | 7월 16일  | 홍진경   |                         |      |
| 25회      | 7월 23일  | 홍진경   |                         |      |
| 26회      | 7월 30일  | 홍진경   |                         |      |
| 27회      | 8월 6일   | 홍진경   |                         |      |
| 28회      | 8월 13일  | 홍진경   |                         |      |
| 29회      | 8월 20일  | 홍진경   |                         |      |
| 30회      | 8월 27일  | 홍진경   |                         |      |
| 31회      | 9월 3일   | 홍진경   |                         |      |
| 32회      | 9월 10일  | 홍진경   |                         |      |
| 33회      | 9월 17일  | 홍진경   | 송대관                  |      |
| 34회      | 9월 24일  | 홍진경   |                         |      |
| 35회      | 10월 1일  | 홍진경   |                         |      |
| 36회      | 10월 8일  | 홍진경   |                         |      |
| 37회      | 10월 15일 | 홍진경   |                         |      |
| 38회      | 10월 22일 | 홍진경   |                         |      |
| 39회      | 10월 29일 | 홍진경   | 룰라, 이종범            |      |
| 40회      | 11월 5일  | 홍진경   | 김호진, 이본            |      |
| 41회      | 11월 12일 | 홍진경   | 나현희, 류시원          |      |
| 42회      | 11월 19일 | 홍진경   | 변진섭, 최연제          |      |
| 43회      | 11월 26일 | 홍진경   | 주용만, 이예린          |      |
| 44회      | 12월 3일  | 홍진경   | 이상아, 소방차          |      |
| 45회      | 12월 10일 | 홍진경   | 이세창, 이영현          |      |
| 46회      | 12월 17일 | 홍진경   | 하유미, 이종원          |      |
| 48회      | 12월 31일 | 홍진경   | 최진실                  |      |

### 1995년
| 회차(No.) | 방송일   | 보조차장      | 승객 게스트            | 비고 |
| --------- | -------- | ------------- | ---------------------- | ---- |
| 49회      | 1월 7일  | 홍진경        | 이아로, 이진우         |      |
| 50회      | 1월 14일 | 홍진경        | 엄정화, 룰라           |      |
| 51회      | 1월 21일 | 홍진경        | 강수지, 박진영         |      |
| 52회      | 1월 28일 | 홍진경        | 조민수, 홍경인, 김정현 |      |
| 53회      | 2월 4일  | 홍진경        | 전혜진, DJ DOC         |      |
| 54회      | 2월 11일 | 홍진경        | 설운도, 태진아         |      |
| 55회      | 2월 18일 | 홍진경 남동생 | 정선경, 틴틴파이브     |      |
| 56회      | 2월 25일 | 홍진경 남동생 | 홍진경 고별 무대       |      |

## 참고 사항
- 버스 안에 무대로 촬영하였다.
- OP에 여는 곡은 노래 혜은이가 〈뛰뛰빵빵〉 앞부분이 노래 삽입되었다.
- 시트콤 〈남자셋 여자셋 - 어디서 무엇되어 다시 만나랴〉편에서 일부 장면에 나왔다.

## 같이 보기
- 기쁜 우리 토요일
- 버스 안내양